# Distretto di Kamiiso
Il distretto di Kamiiso (上磯郡?) è uno dei distretti della sottoprefettura di Oshima, Hokkaidō, in Giappone.
Attualmente comprende i comuni di Kikonai e Shiriuchi.